# البطولات الوطنية الأمريكية 1934 (كرة مضرب)
قائمة بالأبطال في 1934 البطولات الوطنية الأمريكية لكرة المضرب (المعروفة الآن باسم أمريكا المفتوحة):

## الكبار

### فردي رجال
فريد بيري هزم  ويلمر أليسن 6-4 6-3 1-6 8-6

### فردي سيدات
هيلين جاكوبز هزم  ساره بالفري كوك 6-1, 6-4